# San José Chancal
San José Chancal är en ort i Mexiko.   Den ligger i kommunen Palenque och delstaten Chiapas, i den sydöstra delen av landet, 800 km öster om huvudstaden Mexico City. San José Chancal ligger 119 meter över havet och antalet invånare är 196.
Terrängen runt San José Chancal är huvudsakligen kuperad, men den allra närmaste omgivningen är platt. San José Chancal ligger nere i en dal. Runt San José Chancal är det ganska glesbefolkat, med 34 invånare per kvadratkilometer. Närmaste större samhälle är El Clavo, 8,6 km norr om San José Chancal. Omgivningarna runt San José Chancal är en mosaik av jordbruksmark och naturlig växtlighet.